# 马里科·达乌达
马里科·达乌达（Mariko Daouda，1981年01月13日—），出生于艾比贊，科特迪瓦职业足球运动员，司職後衛。

## 連結
- Profile （页面存档备份，存于） at Romaniansoccer.ro